# Pavetta cumingii
Pavetta cumingii är en måreväxtart som beskrevs av Cornelis Eliza Bertus Bremekamp. Pavetta cumingii ingår i släktet Pavetta och familjen måreväxter. Inga underarter finns listade i Catalogue of Life.